# Driven (film 2001)
Driven è un film del 2001 diretto da Renny Harlin, ambientato nelle corse americane della Champ Car, con protagonista Sylvester Stallone. Il film segna il ritorno della coppia Harlin-Stallone, che aveva già lavorato insieme in Cliffhanger - L'ultima sfida.

## Trama
Carl Henry, manager di una scuderia della Indycar, richiama l'ex pilota Joe Tanto per affiancare alla sua prima guida il giovane pilota Jimmy Bly e offrirgli sostegno nella lotta al titolo contro il rivale Beau Brandenburg. Joe Tanto torna quindi a correre, motivando in tutti i modi possibili il giovane Jimmy. Ad alimentare la tensione tra Bly e Brandenburg c'è anche l'amore conteso per Sophia Simone, ex compagna di Beau nonché nuova fidanzata di Jimmy. La loro lotta senza respiro per tutto il campionato vedrà l'alternarsi dei due piloti fino alla decisiva gara finale, dove ci sarà gloria anche per il vecchio Tanto.

## Produzione
In due scene del film compaiono gli ex piloti di Formula 1 Jean Alesi, grande amico di Sylvester Stallone, e Mario Andretti. Nel film compaiono anche i piloti Juan Pablo Montoya, Kenny Bräck, Max Papis, Roberto Moreno, José Adrián Fernández Mier, Tony Kanaan e Jacques Villeneuve, ed il team manager Chip Ganassi; oltre ad essere menzionati i piloti Dario Franchitti, Christian Fittipaldi e Paul Tracy. Il personaggio del team manager Carl Henry è ispirato a Frank Williams, patron dell'omonima scuderia di F1. All'epoca della pre-produzione del film, infatti, Stallone è stato spesso ospite del team Williams F1.
I colori del casco e della scuderia di Jimmy Bly e di Joe Tanto corrispondevano, nella realtà, a quelli di Mark Blundell e di Maurício Gugelmin ai tempi della Motorola PacWest Racing Team. I colori del casco e della scuderia di Beau Brandenburg corrispondevano, nella realtà, a quelli di Juan Pablo Montoya ai tempi della Chip Ganassi Racing.

## Distribuzione
Il film è uscito nelle sale statunitensi il 27 aprile 2001, mentre nelle sale italiane il 31 agosto 2001.

### Edizione italiana
Per quanto riguarda il doppiaggio italiano del film, è il primo in cui Stallone è doppiato da Massimo Corvo, a causa dell'aggravarsi delle condizioni di salute di Ferruccio Amendola, venuto a mancare pochi giorni dopo l'uscita del film nelle sale italiane; riuscì a doppiare solo il trailer italiano, facilmente reperibile in rete, e si tratta del suo ultimo lavoro.

## Riconoscimenti
- 2002 - Golden Trailer Awards
  - Nomination per miglior trailer d'azione

## Videogioco
Dal film venne tratto ufficialmente il videogioco di corse Driven (2001), per le console PlayStation 2, GameCube e Game Boy Advance, tuttavia poco rappresentativo degli eventi del film. E' l'unico videogioco in cui Ferruccio Amendola ha prestato la voce.